# Holy Diver
Holy Diver — дебютный студийный альбом группы Dio, выпущенный в 1983 году. После ухода из Black Sabbath, вокалист Ронни Джеймс Дио собрал новую группу, в которую вошли ударник Винни Апписи, басист Джимми Бэйн и гитарист Вивиан Кэмпбелл. Дебютный альбом Holy Diver был записан в стиле последних работ на тот момент времени Black Sabbath, что привлекло многих фанатов этой группы к новому коллективу Ронни.
«Holy Diver» и «Rainbow in the Dark» были выпущены в качестве синглов с альбома. На песни также были сняты видеоклипы. Holy Diver занял 13-е место в британских чартах и 56-е в США (здесь он также стал золотым и впоследствии платиновым). Критики высоко оценили альбом; многие песни из него считаются гимнами и классикой тяжёлого рока.
В марте 2023 года пресса американского издания Rolling Stone включила песни «Holy Diver» и «Rainbow in the Dark» в список «100 величайших хеви-метал песен всех времён» на 9-ю и 25-ю позицию соответственно. Сам Ронни Джеймс Дио был признан читателями журнала Kerrang! лучшим вокалистом, а его группа — лучшим новым коллективом 1983 года. В интервью 2005 года лидер группы сказал, что у него есть три безупречных альбома: Rainbow Rising, Heaven and Hell и Holy Diver.

## Предыстория

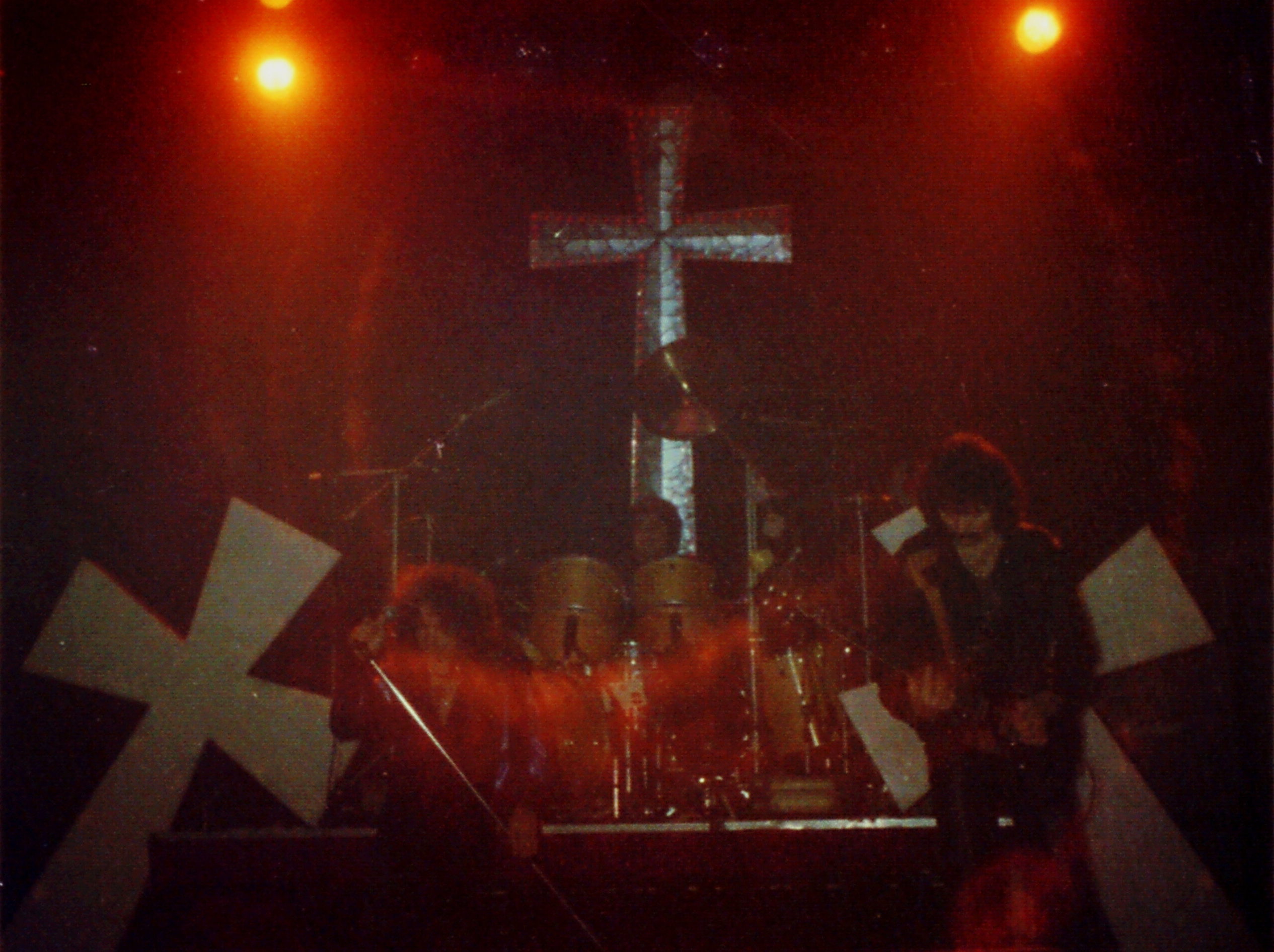
Black Sabbath на концерте в Уэльсе в 1981 году

В период с 1980 по 1982 год Ронни Джеймс Дио был участником группы Black Sabbath. По словам Тони Айомми, появление Ронни позволило группе открыть новые горизонты в музыке и изменить ритмику. Первый альбом с его участием — Heaven and Hell (1980) имел огромный успех: он занял девятое место в Великобритании, был продан тиражом свыше миллиона и подарил группе новое поколение фанов. Второй, Mob Rules, уступал предшественнику, тем не менее став золотым.
В октябре 1982 года Дио и барабанщик Винни Апписи покинули группу. Причиной ухода стал конфликт, который произошёл после обвинения в проникновении на студию ночью и выведении себя в миксе на передний план во время записи концертного альбома Live Evil. Также раскол мог произойти из-за того, что старые участники группы, в отличие от новых, никогда не находили времени для общения с поклонниками. Сам Ронни говорил, что ссоры в студии были лишь поводом: музыканты виделись только на концертах и на студии, и отношения между ними были натянутыми.
После ухода Дио и Апписи отправились в Англию, чтобы начать поиски музыкантов для будущей собственной группы. Вскоре приглашение получил бывший коллега Ронни по Rainbow — басист Джимми Бэйн. Музыкант дал своё согласие и предложил рассмотреть двух гитаристов: Джона Сайкса, известного по работе в Thin Lizzy и Whitesnake, и Вивиана Кэмпбелла. Выбор пал на второго, и после создания аранжировок к песням «Holy Diver» и «Don’t Talk to Strangers» дело пошло в гору. До прихода нового музыканта Дио приходилось на репетиции играть партии гитары.
Позднее, в одном из интервью Ронни заявлял, что у Вивиана есть свой чудесный стиль: «Он не просто играет ритмы — у него гитара поёт, как у Тони Айомми, и что у него самое быстрое запястье на Земле». В то время гитаристу было всего 19 лет; он был немного напуган из-за прихода популярности, потому отгородился от лидера группы, что впоследствии сыграло роль в его уходе из Dio. По словам Дио, группа была создана в благоприятное время, всё приходилось к месту: на репетициях царила потрясающая атмосфера, и попытки записывать сразу же увенчались успехом: «Всем хотелось быть великими. Мы действительно верили в то, что делаем и не могли дождаться, когда сможем показать людям готовый продукт».

## Запись
Перед началом записи альбома Дио провёл неделю в английском городке, недалеко от которого находился средневековый замок. Мистическая атмосфера этого замка вдохновила Ронни на создание альбома и повлияла на его содержание. Holy Diver записывался в Лос-Анджелесе на студии Sound City. Через три недели после начала записи группе позвонили из Warner Brothers и предложили встретиться с продюсером Тедом Темплманом (англ. Ted Templeman). После этого лейбл оплатил студию и «всё пошло как по маслу».
Все клавишные партии были сыграны Дио и Бэйном, однако в июне 1983 года, перед самым началом турне, в группе появился сессионный клавишник Клод Шнелл, который впоследствии стал постоянным членом коллектива. Фронтмен группы также стал и продюсером альбома. Для самого Дио это было в новинку: пришлось вспомнить, как это делал в Black Sabbath Мартин Бёрч. Ронни помогал звукоинженер; вместе они экспериментировали — пробовали всё, что приходило в голову.

Я читал всё на свете, особенно научную фантастику и Вальтера Скотта с его средневековыми сюжетами. Я не пишу любовных песен, это не моя цель. Долгое время я был увлечён моральными аспектами, потому что песни должны быть хотя бы баснями, если им больше нечем быть. В Black Sabbath я затрагивал очень тяжёлые ситуации, которые многих приводят к смерти. Он «злой» парень, потому что пишет злые песни? Это неправда. Моей целью всегда было сделать людей более уверенными в том, что без добра не бывает зла, и без зла добра быть не может, это их выбор. Все песни с позитивной концовкой.
— Дио о своих текстах к песням

### Видеоклипы
На заглавную песню и композицию «Rainbow in the Dark» были сняты видеоклипы. По сюжету клипа «Holy Diver», работой над которым руководил Артур Эллис, Ронни предстаёт в образе варвара, бродящего по заброшенному городу. Вначале он бьёт своим мечом злодея, превращая его в крысу, а после этого направляется в кузницу, где ему куют новый меч. В клипе на «Rainbow in the Dark» Дио поёт на крыше, а молодой человек в очках, пиджаке и с портфелем в руках следует за понравившейся ему девушкой. Вскоре влюблённый видит, как она выходит из дома вместе с гитаристом Dio, и после этого бросает портфель и бежит прочь.
По мотивам альбома была создана игра Holy Diver, главным персонажем которой стал сам лидер группы, который изображён в одежде, использованной при съёмках клипа.

## Композиции
Ронни Джеймс Дио назвал «Stand Up and Shout» гимном, заявив, что песня была написана в состоянии разочарования от недолгого пребывания в Black Sabbath. Музыкант начал записывать демозапись в своём гараже в Калифорнии на «доисторическом» оборудовании. По его словам, для начала альбома нужен был мощный, сильный трек. Певец объяснил, что образ «Holy Diver» имеет сходство с Иисусом Христом — он предсказатель, который принёс себя в жертву за грехи других. Трек был написан Дио ещё задолго до его ухода из Black Sabbath, но для новой группы он стал неким заявлением о намерениях. В одном из интервью Дио рассказал, что тигр символизирует силу, а его полосы — моральную низость, таким образом строчка «Ride the tiger. You can see his stripes but you know he’s clean» значит, что человек должен использовать преимущества силы, которая у него есть, и не судить о других. В 2006 году американская металкор-группа Killswitch Engage выпустила кавер-версию песни. Сравнивая «Gypsy» и «Stand Up and Shout», Дио сказал, что она более медленная и напоминает скорее мелодию в стиле группы The Rolling Stones.
«Caught in the Middle» посвящена звукорежиссёру Анджело Аркьюри: он часто влюблялся и попадал в различные переделки в этой области. Дио заявлял: «Припев мог звучать как „Жопу кверху“, но всё же потом название решили заменить. Я помню ту девушку, но не назову её имени. Это личное… для него!». «Don’t Talk to Strangers» стала отражением состояния Дио после его ухода из Black Sabbath: «Мне казалось, что каждый человек, который не является членом моей семьи или близким другом, заносит нож за моей спиной. Вот что я чувствовал. Это была ужасная сторона моего разочарования, и я выплеснул её в песню, чтобы каждый мог послушать». В начале песни Ронни шепчет: «Don’t Talk to Strangers», а на концертах это делал Джимми Бэйн. Когда Дио сказали, что строчка «Don’t dream of women ’cause they only bring you down» неромантична. Он объяснил, что это действительно так, если посмотреть, сколько в мире разбитых сердец. Песня была придумана музыкантом ещё до сформирования Dio.
Рифф к «Straight Through the Heart» был написан Джимми Бэйном, а сам Дио вложил в неё часть своей души, делясь переживаниями о том, что в личной жизни на тот момент у него было не всё хорошо. По его словам, отношения между мужчиной и женщиной — очень сложная вещь, ведь мужчина всегда думает, что «этот путь единственный», а это совсем не так, и всегда есть выход. Услышав от интервьюера, что песня «Invisible» напоминает ему балладу Оззи Осборна, Дио сказал, что за такие слова нужно увольнять, и добавил, что даже не может представить себе, как бы Оззи исполнил её. Строчка «she had 14 years of teenage tears» говорит о том, что подростковые годы, когда человек учится разбираться в самом себе, в своём сознании — самые трудные во всей жизни. Для того, чтобы записать свист в начале композиции, музыканты принесли в студию запасную покрышку и крутили клапан, пока не добились нужного звука выходящего воздуха. «Rainbow In the Dark» была написана в трудное для Ронни Джеймса Дио время. Сам автор говорит, что тот, кто умеет зреть в корень, сможет увидеть метафору: «Что оставит тебя в памяти народа? Искусство? Отношения? Что твоя радуга посреди тьмы? Музыка была придумана параллельно написанию Holy Diver. Я посвятил эту песню себе. Она помогла мне в работе с остальными, и я благодарен ей». Вначале Ронни хотел вырезать эту композицию с альбома, так как она казалась ему слишком попсовой, но музыканты отговорили его. Позже он остался этим доволен. В начале «Shame on the Night» воет волк. Дио признался, что доволен и музыкой к песне, и её текстом.

## Обложка
Обложка, на которой изображён монстр, убивающий католического священника, вызвала много споров. Сам Дио объяснил, что хотел показать того, кто по идее должен быть монстром, убивающим того, кто по идее должен быть священником. Когда люди спрашивали его, почему священник изображён под угрозой смерти, музыкант отвечал: «А с чего вы взяли, что это не священник, убивающий монстра? Не судите обложку, судите то, что внутри».
Монстр стал символом группы, присутствовал позже на многих обложках следующих альбомов и получил имя Мюррей. Сам Дио считал Мюррея положительным персонажем.

## Критика
В Великобритании альбом занял тринадцатое место, а в США — пятьдесят шестое; 12 сентября 1984 года он стал в США золотым, а 21 марта 1989 года — платиновым. Ронни Джеймс Дио считает, что Holy Diver намного более музыкален, чем следующие альбомы The Last in Line и Sacred Heart. По словам басиста Джимми Бэйна, альбом получился «довольно сырым». Также он сказал, что инженер, работавший над альбомом, был очень хорошим специалистом и к началу записи все участники группы испытывали некое магическое чувство.
Сайт Allmusic оценивает альбом в 4,5 звезды и называет его отличным (англ. terrific):

Также как и два альбома Black Sabbath, Heaven and Hell и Mob Rules, Holy Diver начинается с напора стиля метал, который сосредоточен в неистовой композиции «Stand Up and Shout», и после этого погружает в тяжёлую неторопливую эпическую заглавную композицию с гипнотизирующим ритмом. Песня «Holy Diver» — достойный преемник знаменитых композиций прошлого Дио в Rainbow: «Stargazer» и Black Sabbath: «Sign of the Southern Cross». Но следующие гимны метала, такие как «Straight Through the Heart», «Invisible» и колыбельная оборотня «Shame on the Night», воодушевляют не меньше. Добавив необычайно притягательные мелодии в тяжёлые роковые риффы, которые преобладают в удобоваримых песнях: «Gypsy», «Caught in the Middle» и популярной «Rainbow in the Dark» (в ней певец исполнил партию клавиш), Дио доказал, что прекрасно может соперничать с последней модой в роке.
Оригинальный текст (англ.)Much like those two, hallowed Sabbath LPs, Heaven and Hell and Mob Rules, Holy Diver opened at full metallic throttle with the frenetic «Stand Up and Shout» before settling into a dark, deliberate, and hypnotic groove for the timelessly epic title track — a worthy successor to glorious triumphs past like Rainbow’s «Stargazer» and the Sabs’ «Sign of the Southern Cross». But subsequent metal anthems like «Straight Through the Heart» «Invisible» and the lycanthrope lullaby «Shame on the Night» were no less inspired; and by injecting uncommonly catchy melodies into the heavy rock riffery still dominating more accessible numbers such as «Gypsy» «Caught in the Middle» and hit single «Rainbow in the Dark» (where the singer himself played rather spotty keyboards), Dio proved himself perfectly capable of competing with the increasingly commercial hard rock fashions soon to come.

Сайт The Metal Observer также ставит альбому высшую оценку.
В 2002 году альбом занял 73-ю позицию в рейтинге «100 лучших рок-альбомов всех времён» по версии журнала Classic Rock.
На сайте Russian Sabbath в биографии Ронни Джеймса Дио можно прочитать, что «несмотря на некоторые недоработки, песни этого альбома, их мелодика и неповторимый стиль навсегда оставили след в металле».
В 2017 году альбом занял 16-е место в списке «100 величайших метал-альбомов всех времён» по версии журнала Rolling Stone.

## Первый концерт и тур в поддержку альбома
Первое выступление группы Dio состоялось в городе Антиохе, Калифорния. По словам Ронни, зал был настоящим сараем, пол был загажен так, как будто в нём держали коров; вместительность этого здания допускала 3000 посетителей, но было набито около 5000, группа поняла, что «всё должно получиться», и с этого всё началось.
Сцена во время тура в поддержку альбома была оформлена в соответствии с обложкой — в виде сказочных гор, посередине которых был прорублен туннель в виде пещеры.
В 1983 году группа с большим успехом выступила на фестивале «Monsters of Rock» в Донингтоне.

## Переиздание и концертный альбом
В 2005 году Holy Diver был ремастирован и переиздан на лейбле Rock Candy Records. В новый вариант вошло интервью с Ронни Джеймсом Дио. Треки 10—19 — ответы лидера группы на вопросы об альбоме. Сами вопросы не включены в запись, но их можно прочитать в буклете к альбому. Бонусы (большинство из них — песни, записанные на концертах) попали только на японские бокс-сеты, изданные ограниченным тиражом.
18 апреля 2006 года на лейбле Eagle вышел концертный альбом Holy Diver - Live. Альбом, записанный во время концерта в Лондоне 22 октября 2005 года, состоит из двух дисков: на первом можно услышать исполнение всех песен с альбома Holy Diver, а на второй диск вошли песни времён Дио в Black Sabbath («Sign of the Southern Cross», «Heaven & Hell»), в Rainbow («Tarot Woman», «Gates of Babylon», «Man on the Silver Mountain», «Long Live Rock ’n’ Roll») и композиции с альбома The Last in Line («One Night in the City», «We Rock»). Сайт Allmusic оценивает Holy Diver — Live как лучший концертный альбом Дио как по исполнению, так и по подбору композиций.

## Позиции в чартах
| Год  | Чарт                          | Позиция |
| ---- | ----------------------------- | ------- |
| 1983 | UK Albums Chart               | 13      |
| 1983 | Swedish Albums Chart          | 18      |
| 1983 | New Zealand Albums Chart      | 43      |
| 1983 | German Albums Chart           | 52      |
| 1983 | US Billboard 200              | 56      |
| 2012 | Oricon Japanese Albums Charts | 176     |

| Год  | Название            | Чарт                  | Позиция |
| ---- | ------------------- | --------------------- | ------- |
| 1983 | Holy Diver          | Mainstream Rock (USA) | 40      |
| 1983 | Holy Diver          | Swedish Singles Chart | 60      |
| 1983 | Holy Diver          | UK Singles Chart      | 72      |
| 1983 | Rainbow in the Dark | Mainstream Rock (USA) | 14      |
| 1983 | Rainbow in the Dark | UK Singles Chart      | 46      |

## Сертификации
| Регион | Сертификация  | Продажи   |
| --- | ------------- | --------- |
| Великобритания (BPI) | Серебряный    | 60 000^   |
| США (RIAA) | 2× Платиновый | 2 000 000 |
| ^ Данные о тиражах приведены только на основе сертификации. · Данные о продажах + прослушиваниях приведены только на основе сертификации. |               |           |

## Участники записи
- Ронни Джеймс Дио — вокал, клавишные
- Вивиан Кэмпбелл — гитара
- Джимми Бэйн — бас-гитара, клавишные
- Винни Апписи — ударные

## Список композиций
Все тексты написаны Ронни Джеймсом Дио.
| №                   | Название                     | Автор(ы)              | Длительность |
| ------------------- | ---------------------------- | --------------------- | ------------ |
| 1.                  | «Stand Up and Shout»         | Дио, Бэйн             | 3:18         |
| 2.                  | «Holy Diver»                 | Дио                   | 5:51         |
| 3.                  | «Gypsy»                      | Дио, Кэмпбелл         | 3:39         |
| 4.                  | «Caught in the Middle»       | Дио, Апписи           | 4:14         |
| 5.                  | «Don’t Talk to Strangers»    | Дио                   | 4:53         |
| 6.                  | «Straight Through the Heart» | Дио, Бэйн             | 4:31         |
| 7.                  | «Invisible»                  | Дио, Апписи, Кэмпбелл | 5:24         |
| 8.                  | «Rainbow in the Dark»        | Дио, Апписи, Кэмпбелл | 4:15         |
| 9.                  | «Shame on the Night»         | Дио, Апписи, Кэмпбелл | 5:20         |
| Общая длительность: | Общая длительность:          | Общая длительность:   | 41:15        |

| №                   | Название                                                                         | Длительность |
| ------------------- | -------------------------------------------------------------------------------- | ------------ |
| 1.                  | «Evil Eyes» (Studio B-Side of «Holy Diver»)                                      | 3:43         |
| 2.                  | «Stand Up & Shout» (Live B-Side of «Rainbow in the Dark»)                        | 4:12         |
| 3.                  | «Straight Through the Heart» (Live B-Side of «Rainbow in the Dark»)              | 4:33         |
| 4.                  | «Stand Up & Shout» (Live, "King Biscuit Flower Hour", 30 октября 1983)           | 3:37         |
| 5.                  | «Shame on the Night» (Live, "King Biscuit Flower Hour", 30 октября 1983)         | 5:19         |
| 6.                  | «Children of the Sea» (Live, "King Biscuit Flower Hour", 30 октября 1983)        | 6:14         |
| 7.                  | «Holy Diver» (Live, "King Biscuit Flower Hour", 30 октября 1983)                 | 5:57         |
| 8.                  | «Rainbow in the Dark» (Live, "King Biscuit Flower Hour", 30 октября 1983)        | 5:14         |
| 9.                  | «Man on the Silver Mountain» (Live, "King Biscuit Flower Hour", 30 октября 1983) | 6:50         |
| Общая длительность: | Общая длительность:                                                              | 45:49        |